# Íñigo de Arteaga y Martín
Íñigo de Arteaga y Martín (Madrid, 8 de octubre de 1941-9 de junio de 2018) fue un noble español jefe de la casa del Infantado.

## Primeros años de vida
Nació en Madrid, hijo de Íñigo de Loyola de Arteaga y Falguera, xviii duque del Infantado, y Ana Rosa Martín y Santiago-Concha, hija del iii marqués de Linares.

### Matrimonios e hijos
Se casó con María de la Almudena del Alcázar y Armada, hija del vii conde de los Acevedos, y de Rafaela Armada y Ulloa, hija del vii conde de Revillagigedo. Con ella tuvo cinco hijos: 
- María de la Almudena de Arteaga y del Alcázar, xx duquesa del Infantado.
- Íñigo de Arteaga y del Alcázar, xx marqués de Távara. Falleció en un accidente aéreo en 2012.
- Iván de Arteaga y del Alcázar, xv marqués de Armunia.
- Ana Rosa de Arteaga y del Alcázar, vi condesa de Santiago.
- Carla María de Arteaga y del Alcázar, xiv marquesa de Laula.

Posteriormente contraería un segundo matrimonio con Carmen Castelo Bereguiain.

## Honores
El 23 de junio de 2000 se le concedió la Gran Cruz de la Orden al Mérito Naval con distintivo blanco.

## Títulos
- xix duque del Infantado (G.E.), xx marqués de Santillana, xxii conde de Saldaña y xx conde de Real de Manzanares (G.E.), títulos de la casa del Infantado;
- xvii y xix marqués de Távara (G.E.);
- xiv marqués de Ariza (G.E.);
- xiii conde de la Monclova (G.E.);
- xxviii señor de la Casa de la Vega
- xxiv señor de la Casa de Lazcano (G.E.);
- xvii marqués de Cea;
- xiv marqués de Armunia;
- xiv marqués de Monte de Vay;
- xiii marqués de Laula;
- ix marqués de Valmediano;
- vii y ix conde de Corres;
- v conde de Santiago;
- xxiii almirante de Aragón.